# Wezera

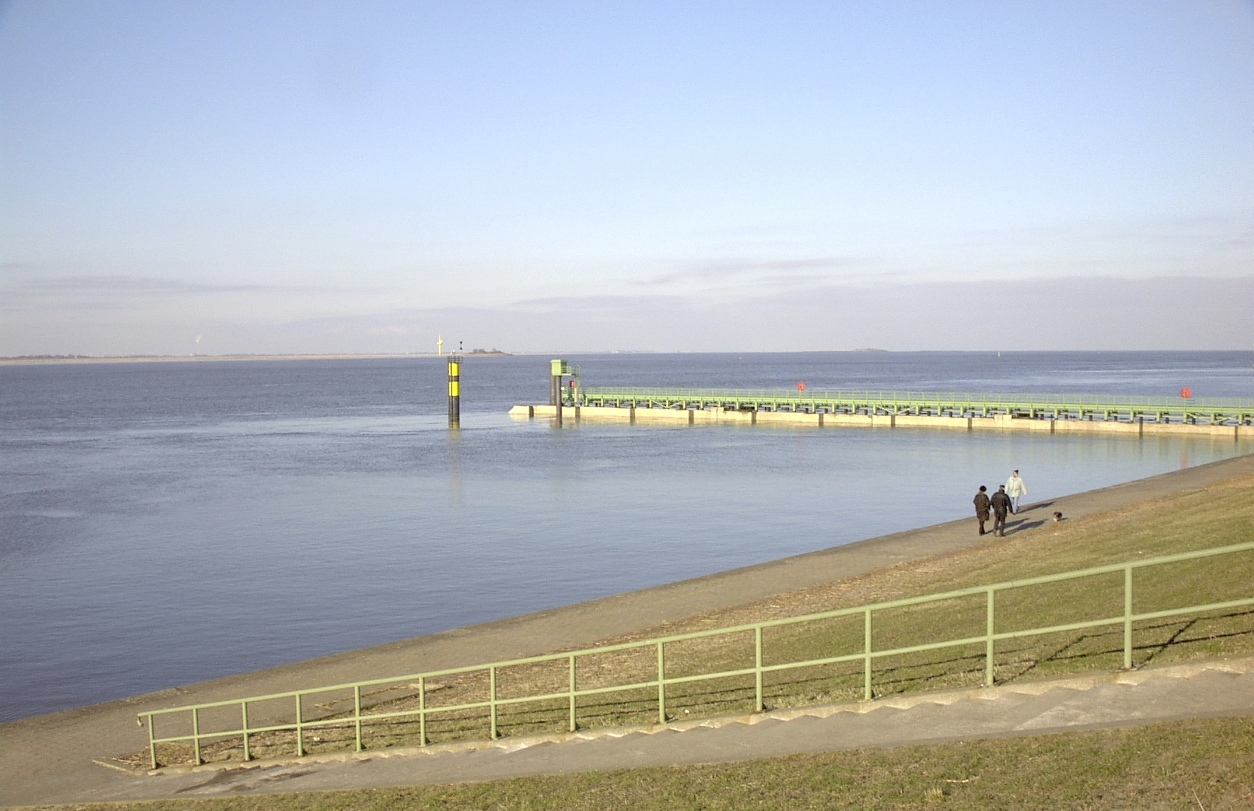
Ujście Wezery do Morza Północnego w Bremerhaven

Wezera (niem. Weser) – rzeka w Niemczech, powstała z połączenia rzek Werry i Fuldy; długość: 733 km (od źródeł Werry), powierzchnia dorzecza: 45,5 tys. km².

## Geografia
Płynie w kierunku północnym przez Pogórze Wezerskie, a następnie Minden. Uchodzi estuarium do Zatoki Helgolandzkiej (Morze Północne), na północ od Bremy w Bremerhaven. Połączona z Renem i Łabą poprzez kanały. Żeglowna na całej długości, a od Bremy dostępna dla statków morskich.
Nad Wezerą oraz w Szwajcarii znajdowała się pierwotna siedziba Celtów.
Na Wezerze po raz pierwszy w historii zostały zastosowane boje (w 1066).

## Dopływy
Główne dopływy Wezery to:
- Aller
- Hunte
- Werra
- Fulda

Miasta leżące nad Wezerą to:
- Brake
- Brema
- Bremerhaven
- Minden
- Nordenham

## Kultura
W regionie znany jest kamień Wezery (Weserstein) – kwarcytowy obelisk w miejscu połączenia Werry i Fuldy w Hann. Münden, na którym w 1899 umieszczono tabliczkę z wierszykiem patriotycznym. W 2000 z okazji Expo 2000 odbywającego się w pobliskim Hanowerze tabliczkę zamieniono na współczesną.